# Bremeria vestita
Bremeria vestita là một loài thực vật có hoa trong họ Thiến thảo. Loài này được (Baker) Razafim. & Alejandro mô tả khoa học đầu tiên năm 2005.